# 2200 Pasadena
2200 Pasadena је астероид главног астероидног појаса са средњом удаљеношћу од Сунца која износи 2,403 астрономских јединица (АЈ).
Апсолутна магнитуда астероида је 13,4.